# اس‌ام یو-۳۲ (آلمان)
اس‌ام یو-۳۲ (آلمان) (به انگلیسی: SM U-32 (Germany)) یک زیردریایی بود که طول آن ۶۴٫۷۰ متر (۲۱۲٫۳ فوت) بود. این زیردریایی در سال ۱۹۱۴ ساخته شد.